# Вінд-Пойнт (Вісконсин)
Вінд-Пойнт (англ. Wind Point) — селище (англ. village) в США, в окрузі Расін штату Вісконсин. Населення — 1651 особа (2020).

## Географія
Вінд-Пойнт розташований за координатами 42°46′50″ пн. ш. 87°46′18″ зх. д. / 42.78056° пн. ш. 87.77167° зх. д. (42.780422, -87.771606).  За даними Бюро перепису населення США в 2010 році селище мало площу 3,68 км², з яких 3,24 км² — суходіл та 0,44 км² — водойми. В 2017 році площа становила 3,36 км², з яких 3,30 км² — суходіл та 0,07 км² — водойми.

## Демографія
Згідно з переписом 2010 року, у селищі мешкали 1723 особи в 731 домогосподарстві у складі 551 родини. Густота населення становила 468 осіб/км².  Було 776 помешкань (211/км²).
Расовий склад населення:
| - 95,7 % — білих - 2,3 % — азіатів - 0,8 % — чорних або афроамериканців - 0,1 % — корінних американців |

До двох чи більше рас належало 0,7 %. Частка іспаномовних становила 2,3 % від усіх жителів.
За віковим діапазоном населення розподілялося таким чином: 19,0 % — особи молодші 18 років, 57,7 % — особи у віці 18—64 років, 23,3 % — особи у віці 65 років та старші. Медіана віку мешканця становила 52,4 року. На 100 осіб жіночої статі у селищі припадало 92,5 чоловіків;  на 100 жінок у віці від 18 років та старших — 93,1 чоловіків також старших 18 років.
Середній дохід на одне домашнє господарство  становив 139 669 доларів США (медіана — 92 589), а середній дохід на одну сім'ю — 156 164 долари (медіана — 107 222). За межею бідності перебувало 4,3 % осіб, у тому числі 3,0 % дітей у віці до 18 років та 4,3 % осіб у віці 65 років та старших.
Цивільне працевлаштоване населення становило 796 осіб. Основні галузі зайнятості: освіта, охорона здоров'я та соціальна допомога — 25,9 %, виробництво — 25,8 %, науковці, спеціалісти, менеджери — 11,6 %, роздрібна торгівля — 9,4 %.